# Contea di Rowan (Carolina del Nord)
La contea di Rowan (in inglese Rowan County) è una suddivisione amministrativa dello Stato della Carolina del Nord, negli Stati Uniti. La popolazione al censimento del 2000 era di 130 340 abitanti. Il capoluogo di contea è Salisbury.